# Saint-Aubin-Épinay
Saint-Aubin-Épinay – miejscowość i gmina we Francji, w regionie Normandia, w departamencie Sekwana Nadmorska.
Według danych na rok 1990 gminę zamieszkiwało 917 osób, a gęstość zaludnienia wynosiła 93 osoby/km² (wśród 1421 gmin Górnej Normandii Saint-Aubin-Épinay plasuje się na 270. miejscu pod względem liczby ludności, natomiast pod względem powierzchni na miejscu 359.).